# Samostan Morača
Samostan Morača (srbsko Манастир Морача, Manastir Morača) je samostan Srbske pravoslavne cerkve v dolini reče Morače v Kolašinu v osrednji Črni gori. Ustanovil ga je Štefan Vukanović Nemanjić. Samostan je eden od najbolj znanih srednjeveških spomenikov v Črni Gori.

## Zgodovina
Zgodovina ustanavljanja samostana je vgravirana nad zahodnim portalom samostana. Leta 1252 ga je, verjetno na svoji apanaži,  ustanovil   Štefan Vukanović Nemanjić, sin raškega velikega kneza Vukana Nemanjića (vladal 1190-1207) in vnuk velikega kneza Štefana Nemanje. V regiji so v tistem času vladali Nemanjići.
Samostan so Turki prvič požgali leta 1505 v burnem obdobju uporništva v Črni gori. Menihi so se zatekli k Vasojevićem, plemenu v goratem severovzhodnem delu Črne Gore. Samostan je bil naslednjih sedemdeset let opuščen. 
V zmernem političnem ozračju, ki ga je vzpostavil Mehmed Paša Sokolović, se je leta 1574 začela in leta 1580 končala obnova samostana. Obnovo sta vodilla meniha  Tomo in Mojsije, finančno pa jo je podpiralo lokalno prebivalstvo, zlasti knez Vukić Vučetić.
Vuk Stefanović Karadžić, reformator srbskega jezika in zbiralec srbskih epskih pesmi, je zapisal dve pesmi, povezani z obleganjem Kolašina, v katerih Novica Cerović in Serdar Milan ob beli samostanski cerkvi v Morači pijeta vino.
Julija 1944 je bilo v samostanu Morača tretje zasedanje Jugoslovanske skupščine, na katerem so komunisti Črne Gore zahtevali, da se preneha ločeno obravnavanje zaliva Boka Kotorska. Zaliv je po drugi svetovni vojni pripadel Socialistični republiki Črni Gori.

## Arhitektura in umetnost
Zborna cerkev je velika enoladijska zgradba v raškem slogu,  ki je cvetel od leta 1170 do 1300 in se razlikuje od sloga cerkva ob morju. Posvečena je Marijinemu vnebovzetju, manjša cerkev pa sv. Nikolaju. V samostanu so tudi prostori za goste in popotnike. Glavni vhod v romanskem slogu ima dvoje vrat.
Razen arhitekture so zlasti pomembne samostanske freske. Na najstarejši (13. stoletje)  je enajst slik iz življenja sv. Ilije. Druge freske so iz 16. stoletja in so v slabšem stanju ot prve. Na freski iz 13. stoletja so opazni poskusi njenega restavriranja po  pozno-komnenskih figuralnih shemah  in z arhitekturnimi motivi, podobnimi motivom v samostanu Sopoćani. Med kasnejšimi freskami sta freski Raj in Abrahamova družina in Satan na dvoglavi pošasti, ki sta del upodobitve Sodnega dne. Ddatirani sta v leto 1577-1578.
Regijo je v prvi polovici 16. stoletja okupiralo Osmansko cesarstvo. Samostan in večina umetnin so bili med okupacijo poškodovani ali uničeni.